# Kotkhai
Kotkhai è una suddivisione dell'India, classificata come nagar panchayat, di 1.148 abitanti, situata nel distretto di Shimla, nello stato federato dell'Himachal Pradesh. In base al numero di abitanti la città rientra nella classe VI (meno di 5.000 persone).

## Geografia fisica
La città è situata a 31° 07' 01 N e 77° 32' 28 E.

## Società

### Evoluzione demografica
Al censimento del 2001 la popolazione di Kotkhai assommava a 1.148 persone, delle quali 665 maschi e 483 femmine. I bambini di età inferiore o uguale ai sei anni assommavano a 116, dei quali 59 maschi e 57 femmine. Infine, coloro che erano in grado di saper almeno leggere e scrivere erano 964, dei quali 576 maschi e 388 femmine.